# Nikoloz Gelashvili
Pour les articles homonymes, voir Gelashvili.
Nikoloz Gelashvili est un footballeur international géorgien, né le 5 août 1985.

## Biographie
Formé au WIT Georgia Tbilissi, il est transféré au FC Zestafoni en janvier 2008 avec lequel il remporte la Coupe de Géorgie quelques mois plus tard.
Il fait ses débuts en sélection nationale le 16 novembre 2007 contre le Qatar.

## Palmarès
- Championnat de Géorgie
  - Vainqueur : 2011 (avec le FC Zestafoni) et 2016 (avec le FC Dinamo Tbilissi)
- Coupe de Géorgie
  - Vainqueur : 2008 et 2016
- Championnat d'Azerbaïdjan
  - Vainqueur : 2014 (avec le FK Qarabağ Ağdam)